# Poienești, Vaslui
Poienești este satul de reședință al comunei cu același nume din județul Vaslui, Moldova, România.
Poieneștiul este unul din cele două sturi eponime (engl. type-site) ale culturii Poienești-Lucașeuca (vezi de:Poienești-Lukaševka-Kultur), alături de satul Lucașeuca din componența comunei Seliște, Orhei din Republica Moldova.
 Acest articol despre o localitate din județul Vaslui este deocamdată un ciot. Puteți ajuta Wikipedia prin completarea lui.